# Guillén-Ramón de Vich y de Vallterra
Guillén-Ramón de Vich y de Vallterra (ur. w 1460 albo 1470 w Walencji, zm. 27 lipca 1525 w Veroli) – hiszpański kardynał.

## Życiorys
Urodził się w 1460 albo 1470 roku w Walencji, jako syn Luisa de Vich y de Corbery. W młodości został protonotariuszem apostolskim. 1 lipca 1517 roku został kreowany kardynałem prezbiterem i otrzymał kościół tytularny S. Marcello. Rok później został administratorem apostolskim Cefalù i pełnił tę funkcję do 1525 roku. W 1519 roku został biskupem koadiutorem Barcelony, a dwa lata później objął władzę nad diecezją. 22 września 1521 roku przyjął sakrę. Zmarł 27 lipca 1525 roku w Veroli.